# 布列塔尼地区维尼厄
布列塔尼地区维尼厄（法語：Vigneux-de-Bretagne，法語發音：[viɲø də bʁətaɲ] ⓘ）是法国大西洋卢瓦尔省的一个市镇，位于该省中部偏西，属于南特区。

## 地理
布列塔尼地区维尼厄（47°19'34"N, 1°44'18"W）面积54.68 平方千米，位于法国卢瓦尔河地区大区大西洋卢瓦尔省，该省份为法国西北部沿海省份，位于布列塔尼半岛东南部，北起伊勒-维莱讷省，西北接莫尔比昂省，西临大西洋，南至旺代省，东临曼恩-卢瓦尔省。
与布列塔尼地区维尼厄接壤的市镇（或旧市镇、城区）包括：科尔德迈、布列塔尼地区费、荒地圣母镇、奧爾沃、圣艾蒂安德蒙吕克、索特龙、布列塔尼地区勒唐普勒、特雷利耶尔。

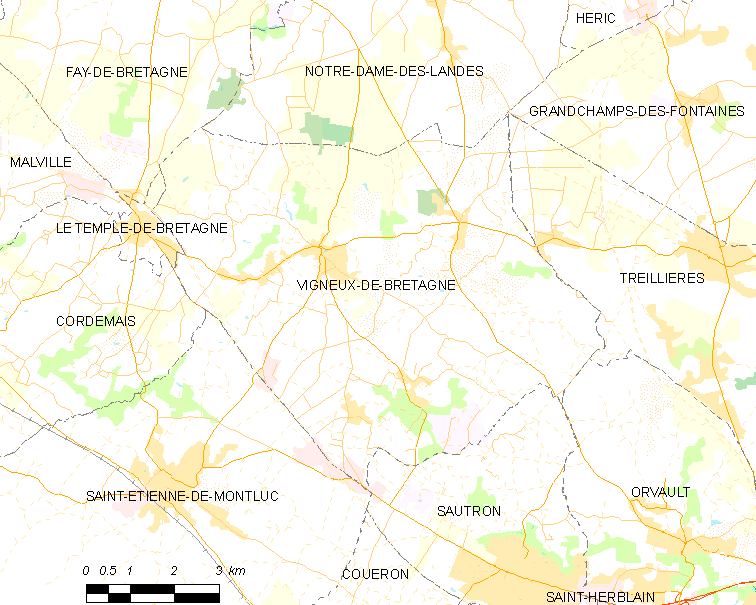
布列塔尼地区维尼厄的OSM定位图

布列塔尼地区维尼厄的时区为UTC+01:00、UTC+02:00（夏令时）。

## 行政
布列塔尼地区维尼厄的邮政编码为44360，INSEE市镇编码为44217。

## 政治
布列塔尼地区维尼厄所属的省级选区为埃德尔河畔拉沙佩勒县。

## 人口

1962-2008年间布列塔尼地区维尼厄人口变化图示

布列塔尼地区维尼厄于2022年1月1日时的人口数量为6633人。